# Đèo Ô Quý Hồ
Đèo Ô Quý Hồ, đèo Ô Quy Hồ hay đèo Hoàng Liên Sơn là một ngọn đèo nằm trên quốc lộ 4D ở vùng giáp ranh giữa 2 tỉnh Lào Cai và Lai Châu, Việt Nam.
Đèo cắt ngang dãy Hoàng Liên Sơn, với đỉnh đèo cũng ở gần ranh giới giữa 2 tỉnh. Tên chính thức của đèo ở đường phân thủy là "đèo Trạm Tôn". Đèo còn có tên địa phương còn là Cổng Trời . Tuy nhiên du khách đến Tây Bắc Việt Nam thường biết đến đèo với tên đèo Ô Quý Hồ.
Với độ dài hơn 50 km, độ cao gần 2 km so với mực nước biển, đây là một trong những cung đường đèo dài, hiểm trở và hùng vĩ bậc nhất ở miền núi phía Bắc Việt Nam.

## Tên gọi
Đèo Ô Quy Hồ được gọi theo tên bản Ô Quy Hồ nằm cạnh quốc lộ 4D, nay thuộc phường Ô Quý Hồ, thị xã Sa Pa. Tên bản đặt theo tiếng H'Mông, song người từ xa đến ưa gọi "Ô Quy Hồ" có phát âm nhẹ nhàng hơn. Ngoài ra, tên gọi đèo Hoàng Liên, hay đèo Hoàng Liên Sơn hình thành do đèo vượt qua dãy núi Hoàng Liên Sơn, hoặc đèo Mây do trên đỉnh đèo quanh năm mây phủ .
Có ý kiến cho rằng, tương truyền ở vùng núi này, ngày trước hiện diện một loài chim có tiếng kêu da diết, gắn với huyền thoại về câu chuyện tình yêu không thành của một đôi trai gái. Từ đó, theo thời gian, chính tiếng kêu ô quy hồ của loài chim ấy đã được đặt thành tên cho con đèo này.

## Đặc điểm

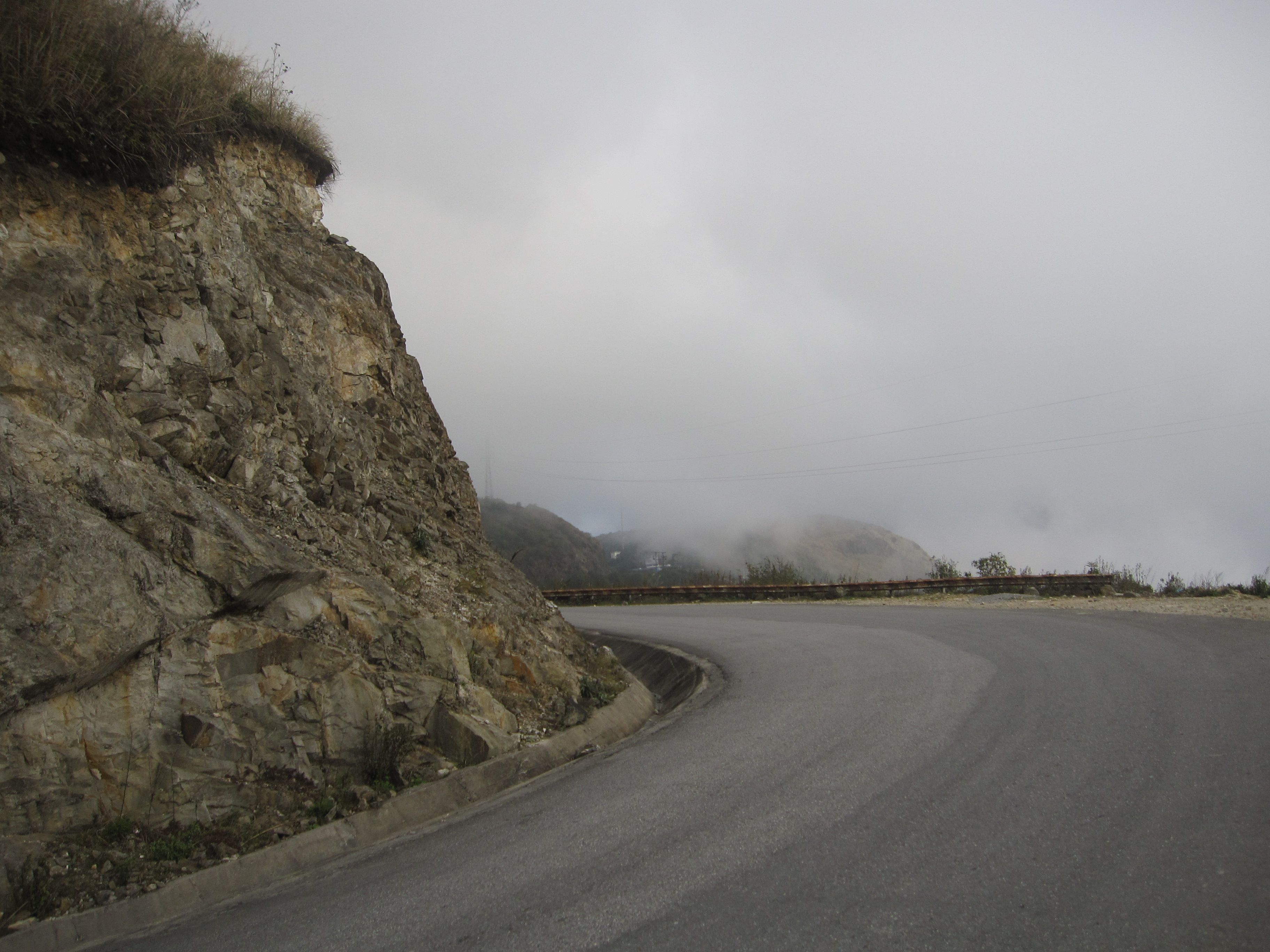
Đường đèo Ô Quý Hồ

Đèo Ô Quý Hồ có cung đường đèo dài ngoằn ngoèo trên quốc lộ 4D, trong đó 2/3 quãng đường thuộc địa phận huyện Tam Đường, Lai Châu; 1/3 còn lại nằm ở phía Sa Pa, Lào Cai. Đây có lẽ là một con đèo giữ kỷ lục về độ dài tại vùng núi Tây Bắc Việt Nam, với chiều dài lên tới gần 50 km dài hơn cả đèo Pha Đin (dài 32 km, nằm ở ranh giới giữa hai tỉnh Sơn La và Điện Biên) hay đèo Khau Phạ (gần 40 km, thuộc Yên Bái). Độ cao, sự hiểm trở và chiều dài của Ô Quý Hồ khiến đèo được mệnh danh không chính thống là "vua đèo vùng Tây Bắc".
Khách bộ hành trên đường từ Sa Pa đi thăm Thác Bạc với cung đường khoảng 12 km, vượt qua cổng vườn quốc gia Hoàng Liên Sơn với điểm kiểm lâm Trạm Tôn, một trong những xuất phát điểm của tuyến chinh phục đỉnh Fansipan ở độ cao 1940 m, khoảng vài km là đã lên đến đỉnh đèo Ô Quý Hồ ở độ cao gần 2 km. Đỉnh đèo Ô Quý Hồ giữa mây núi ngút ngàn còn được gọi với cái tên Cổng Trời .
Con đèo Ô Quý Hồ trước kia khi chưa được làm đầy hiểm trở, ít người dám qua lại vì đường quá dài lại mang trong nó nhiều câu chuyện truyền miệng khiến người đi qua rùng mình, trong đó có chuyện về những con hổ thần rình bắt người qua lại. Rất may rằng, hiện nay, tuyến đường đã được nâng cấp nhiều, trở thành một cung đường thu hút nhiều tay phượt thủ đến khám phá và chinh phục. Hàng ngày trên cung đường này xe cộ đi lại nườm nượp. Để đi từ Hà Nội đến Lai Châu, nhiều người chọn cách đáp tàu hỏa lên Lào Cai rồi đi xe khách vượt đèo Ô Quý Hồ. Với một bên là vực sâu hun hút và phía còn lại thường là vách đá dựng đứng, đèo Ô Quý Hồ là một thử thách đối với các tài xế đường dài. Những tấm biển chỉ báo nguy hiểm được dựng lên khắp nơi, và đã có nhiều tai nạn thảm khốc xảy ra trên cung đường này.

## Khí hậu

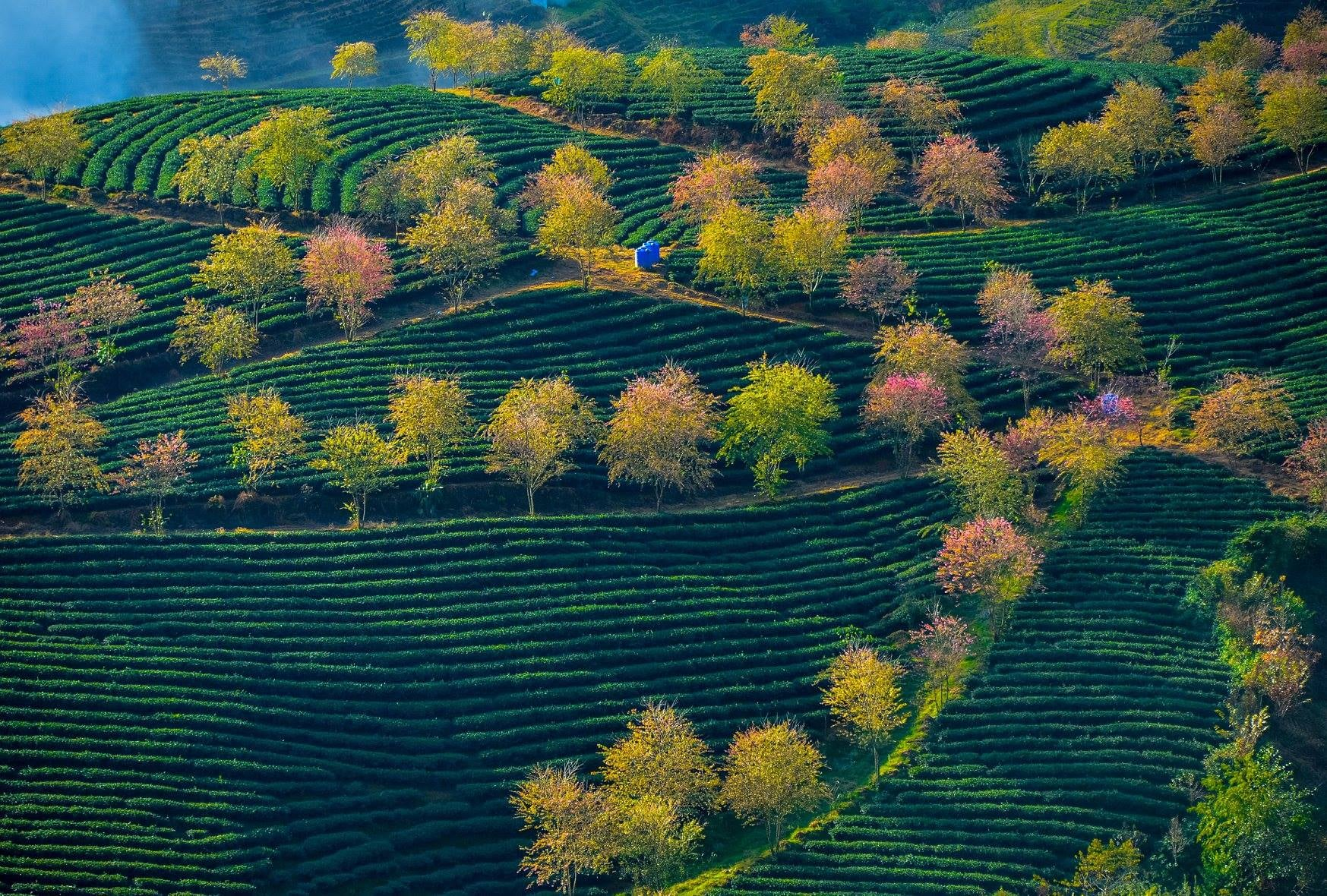
Đồi chè Ô Quý Hồ, nhìn từ trên đèo Ô Quý Hồ xuống

Độ cao của dãy núi Hoàng Liên Sơn cũng khiến cho khí hậu 2 nửa của đèo được phân định tại Cổng Trời trở nên khác biệt. Mùa đông, trong khi bên phía Tam Đường trời vẫn ấm áp thì bên Sa Pa có những cơn gió lạnh cắt da cắt thịt, cả ngày sương mù bao phủ, tầm nhìn không quá 2 m và núi rừng chìm ngập trong mây. Vào mùa hè, nếu bên đèo Sa Pa khí hậu mát mẻ trong lành thì bên đèo Tam Đường, những cơn nóng khô hanh do ảnh hưởng hoạt động của gió Lào sẽ thiêu đốt mặt đất, suối khô kiệt nước và những thảm cỏ xanh cằn cỗi dưới ánh mắt trời.
Vào những đợt thời tiết giá rét đỉnh đèo Ô Quý Hồ có thể phủ kín băng tuyết .

## Kỷ lục đèo dài nhất Việt Nam
Hiện nay, Đèo Ô Quý Hồ đựoc công nhận là đèo dài nhất Việt Nam với độ dài gần 50 km.

## Hình ảnh

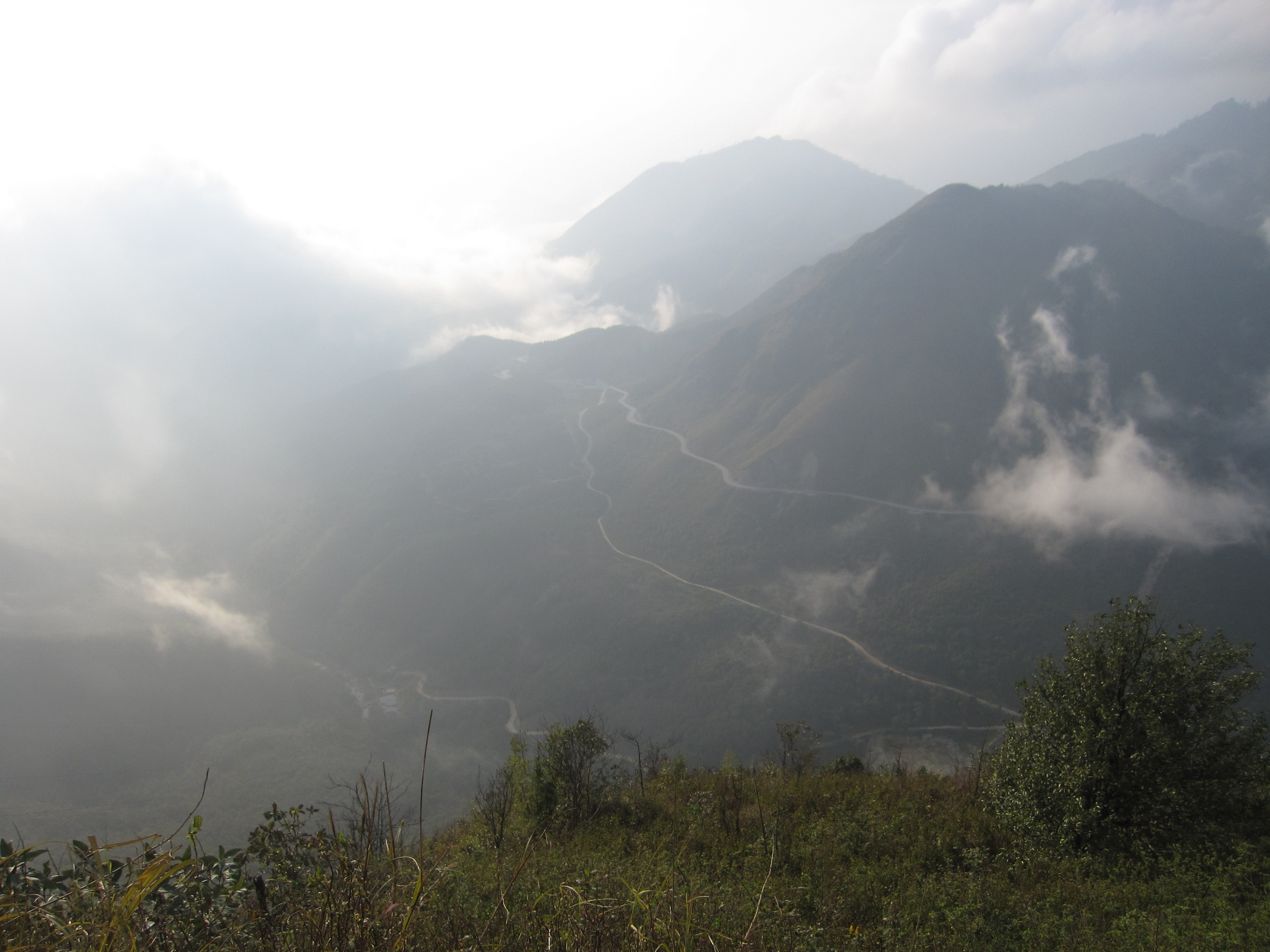
Đèo Ô Quý Hồ nhìn từ sân mây
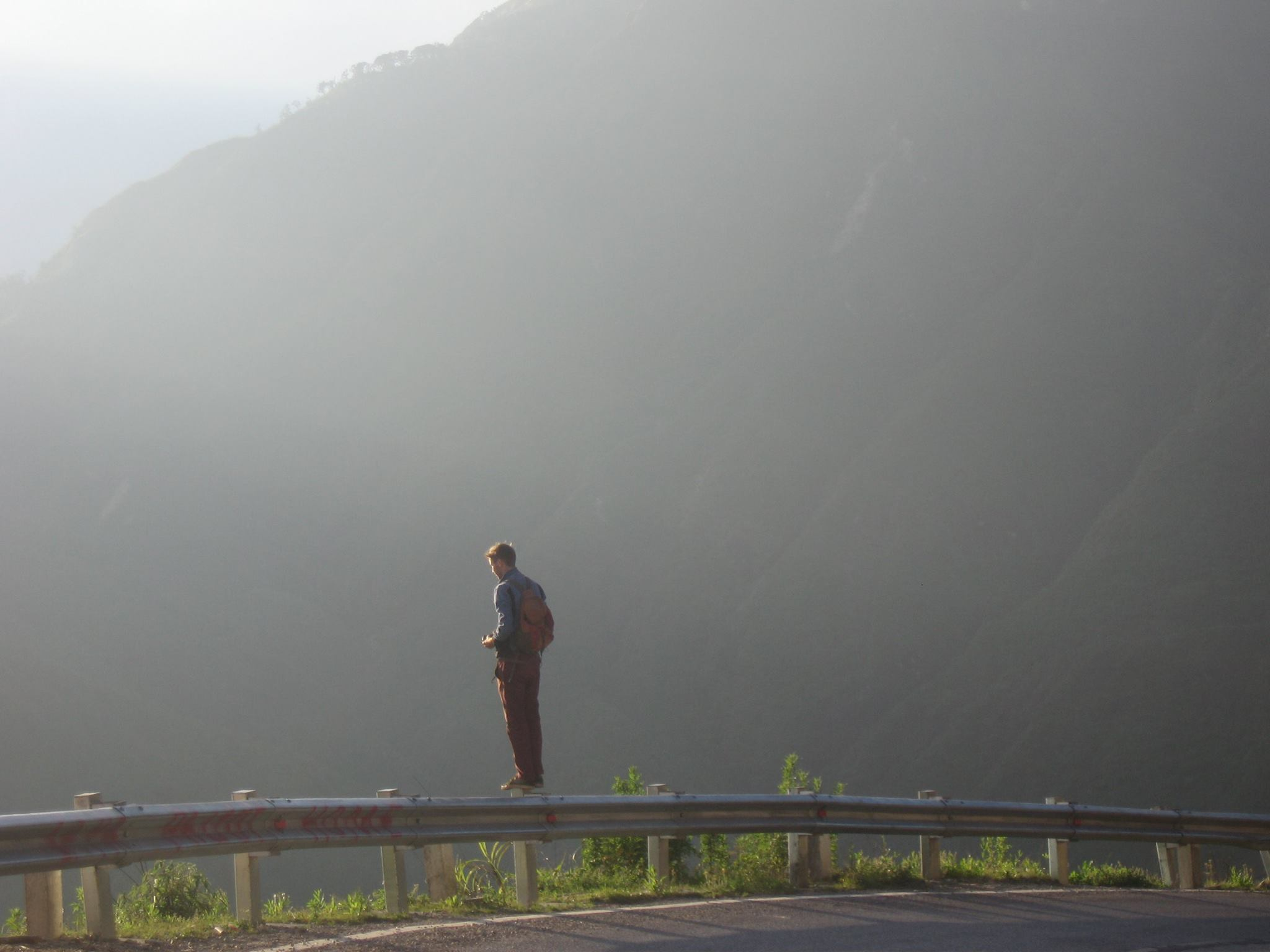
Du khách ở đỉnh đèo Ô Quý Hồ
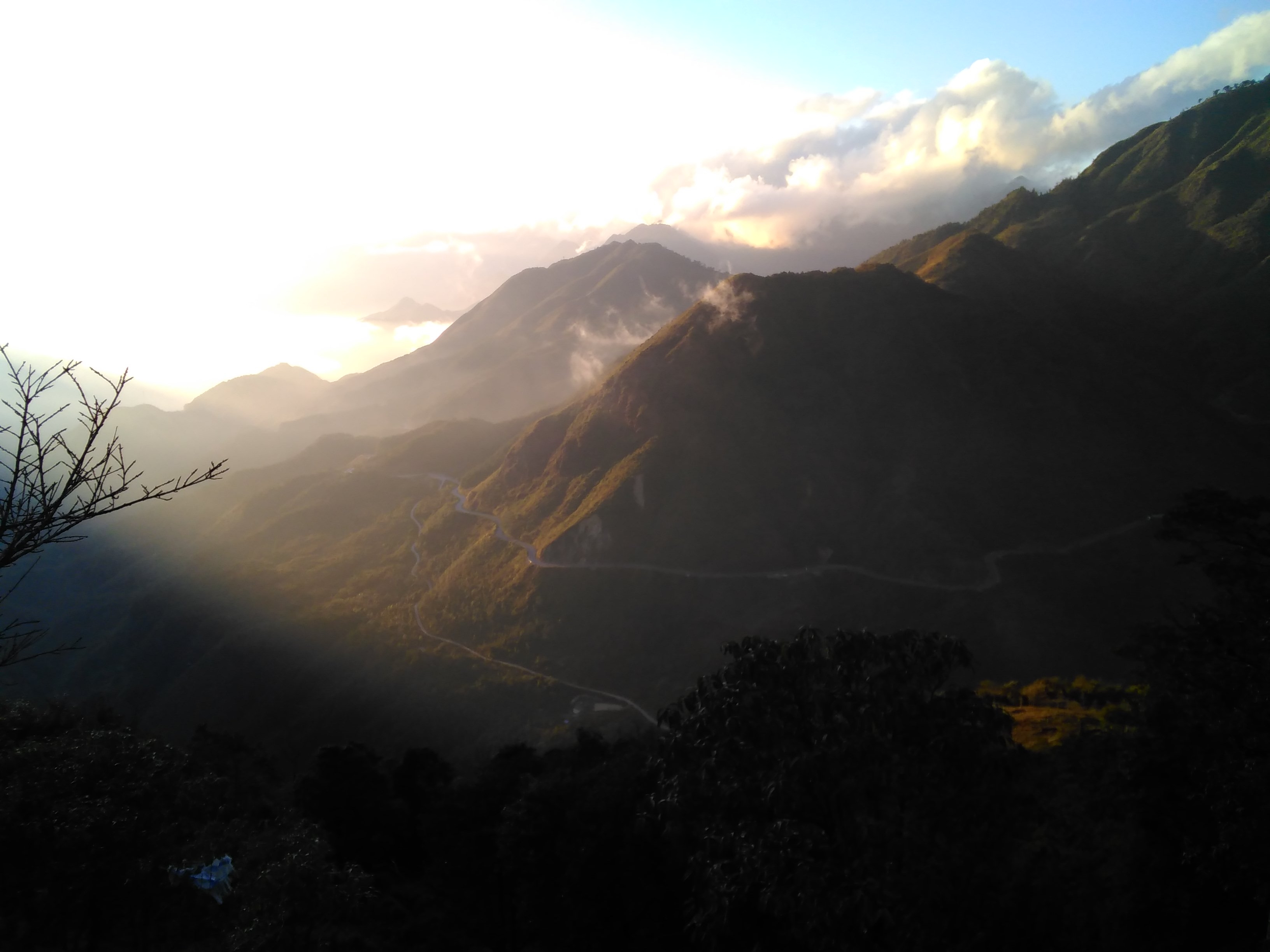
Hoàng hôn trên đèo Ô Quý Hồ